# Tremelloscypha
Tremelloscypha är ett släkte av svampar. Tremelloscypha ingår i familjen Sebacinaceae, ordningen Sebacinales, klassen Agaricomycetes, divisionen basidiesvampar och riket svampar.
|                | Sebacina                                                                                   |
|                |                                                                                            |
|                | Ditangium                                                                                  |
|                |                                                                                            |
|                | Tremellodendron                                                                            |
|                |                                                                                            |
|                | Efibulobasidium                                                                            |
|                |                                                                                            |
| Tremelloscypha | \| \| Tremelloscypha gelatinosa \| \| \| \| \| \| Tremelloscypha australiensis \| \| \| \| |
|                | \| \| Tremelloscypha gelatinosa \| \| \| \| \| \| Tremelloscypha australiensis \| \| \| \| |
|                | Cristella                                                                                  |
|                |                                                                                            |
|                | Craterocolla                                                                               |
|                |                                                                                            |
|                | Tremellostereum                                                                            |
|                |                                                                                            |
|                | Tremelloscypha gelatinosa                                                                  |
|                |                                                                                            |
|                | Tremelloscypha australiensis                                                               |
|                |                                                                                            |

|  | Tremelloscypha gelatinosa    |
|  |                              |
|  | Tremelloscypha australiensis |
|  |                              |